# مدرسة طب ليدز
مدرسة طب ليدز (بالإنجليزية: Leeds School of Medicine)‏ هي إحدى المدارس لتعليم الطب في المملكة المتحدة. مركز هذه المدرسة الطبية هو جامعة ليدز. تم تأسيس هذه المدرسة 'رسمياً' في عام 1831.